# Список самых высоких зданий Филадельфии
Список самых высоких зданий Филадельфии содержит упорядоченные по высоте высотные здания города Филадельфия штата Пенсильвания в США. В городе насчитывается 28 зданий высотой не менее 125 метров. Самым высоким на июль 2018 года является здание Комкаст Центр Технологии, который находится в стадии строительства построенное. Высота небоскрёба составляет 341 метра, 9-й по высоте в США. Вторым по высоте является Комкаст-центр высотой 296,7 метров, бывшее самым высоким в городе с 2008 по 2018 год.  Третье место занимает Уан Либерти Плэйс высотой 288 метров, являвшееся самым высоким с 1987 по 2008 год.
Первым высотным зданием в городе стал Индепенденс-холл, построенный в 1848 году. Первым небоскрёбом в традиционном понимании стало Филадельфийская ратуша, построенное в 1894 году. Ратуша являлся самым высоким в мире с 1894 по 1910 года.

## Высочайшие строения
В этом списке перечислены высотные здания Филадельфии высотой не менее 125 метров. Высота измеряется по высоте верхнего архитектурного элемента, то есть до верхушки шпиля или крыши, если шпиль отсутствует. Элементы, не являющиеся архитектурным продолжением здания, например, антенны, не учитываются
| №   | Название строения                        | Изображение | Высота, м | Этажность | Год постройки | Примечания                                                                   |
| --- | ---------------------------------------- | ----------- | --------- | --------- | ------------- | ---------------------------------------------------------------------------- |
| 1   | Комкаст Центр Технологии                 |             | 341       | 60        | 2018          | Открывается летом 2018 года. 9-й по высоте в США.                            |
| 2   | Комкаст-центр                            |             | 297       | 58        | 2008          | 2-й по высоте в Пенсильвании                                                 |
| 3   | Либерти Плейс, 1                         |             | 288       | 61        | 1987          | 28-й по высоте в США                                                         |
| 4   | Либерти Плейс, 2                         |             | 258       | 58        | 1990          | 48-й по высоте в США                                                         |
| 5   | Меллон-центр                             |             | 241       | 54        | 1990          | 63-й по высоте в США; известно также как Пенн Центр, 9                       |
| 6   | Лоуган Сквер, 3                          |             | 225       | 55        | 1991          | 112-й по высоте в США: ранее называлось Белл-Атлантик-Тауер и Верайзон-Тауер |
| 7   | Эф-эм-си Тауер                           |             | 224       | 49        | 2016          | 121-й по высоте в США                                                        |
| 8   | Жди—Фред-ДиБона Билдинг                  |             | 191       | 45        | 1990          | Ранее называлось Блу-Кросс-Блу-Шилд-Тауер и Ай-Би-Экс-Тауер                  |
| 9   | "W" Отель/Элемент бай Уестин Филадельфия |             | 188       | 51        | 2020          | [ 23 ]                                                                       |
| 10= | Коммерс Сквер, 1                         |             | 172       | 41        | 1987          | [ 24 ] [ 25 ]                                                                |
| 10= | Коммерс Сквер, 2                         |             | 172       | 41        | 1992          | [ 25 ] [ 26 ]                                                                |
| 12  | Филадельфийская ратуша                   |             | 167       | 9         | 1901          | Высочайшее здание в мире с 1894 по 1908.                                     |
| 13  | Резиденс ат Ритц-Карлтон                 |             | 158       | 48        | 2009          | Высочайший жилой дом в Филадельфии                                           |
| 14  | Маркет Стрит, 1818                       |             | 152       | 40        | 1974          | [ 34 ] [ 35 ]                                                                |
| 15  | Сент-Джеймс                              |             | 152       | 45        | 2004          | Высочайшее здание к востоку от Брод Стрит.                                   |
| 16  | Лоуз Отель Филадельфия                   |             | 150       | 36        | 1932          | Высочайшая гостиница в городе до открытия Фор Сизонс в 2019 году.            |
| 17  | Пи-эн-си Банк Билдинг                    |             | 150       | 40        | 1983          | [ 43 ] [ 44 ]                                                                |
| 18= | Центр Сквер, 2                           |             | 149       | 40        | 1973          | [ 45 ] [ 46 ]                                                                |
| 18= | Пенн Центр, 5                            |             | 149       | 36        | 1970          | [ 47 ] [ 48 ]                                                                |
| 20  | Мурано                                   |             | 145       | 43        | 2008          | [ 49 ] [ 50 ] [ 51 ]                                                         |
| 21  | Уан Саут Брод                            |             | 144       | 28        | 1932          | Первоначально Линкольн-Либерти Билдинг и Филадельфия Нешнл Банк билдинг      |
| 22= | Маркет Стрит, 2000                       |             | 133       | 29        | 1973          | [ 54 ] [ 55 ]                                                                |
| 22= | Лоуган Сквер, 2                          |             | 133       | 35        | 1987          | [ 56 ] [ 57 ]                                                                |
| 24  | Сира-центр                               |             | 133       | 28        | 2005          | [ 58 ] [ 59 ]                                                                |
| 25= | Маркет Стрит, 1700                       |             | 131       | 32        | 1968          | [ 60 ] [ 61 ]                                                                |
| 25= | Иво ат Сира-центр Саут                   |             | 131       | 33        | 2014          | [ 62 ] [ 63 ] [ 64 ]                                                         |
| 27  | Маркет Стрит, 1835                       |             | 130       | 29        | 1986          | До 2013 называется Пенн Центр, 11                                            |
| 28  | Центр Сквер, 1                           |             | 127       | 32        | 1973          | [ 67 ] [ 68 ]                                                                |
| 29  | Арамарк Тауер                            |             | 126       | 32        | 1984          | Первоначально Уан Рединг центр                                               |

## Высочайшие в процессе постройки или проектирования
| Название строения                          | Высота в метрах | Этажность | Планируемый год постройки | Notes                                                                                                 |
| ------------------------------------------ | --------------- | --------- | ------------------------- | --- |
| W-Отель энд Элемент бай Уестин Филадельфия | 177             | 51        | 2020                      | Directly south of the Residences at the Ritz-Carlton. Surface digging on the lot began February 2015. |

## Хронология самых высоких зданий
| Название                 | Фото | Период       | Высота (м) | Этажность | Примечания           |
| ------------------------ | ---- | ------------ | ---------- | --------- | -------------------- |
| Индепенденс-холл         |      | 1748–1754    | 41         | 2         |                      |
| Крайст-черч              |      | 1754–1856    | 60         | —         |                      |
| 10-й Пресвитериан-чёрч   |      | 1856–1894    | 76         | —         | [ 73 ]               |
| Филадельфийская ратуша   |      | 1894–1987    | 167        | 9         | [ 74 ] [ 29 ] [ 75 ] |
| Уан Либерти Плейс        |      | 1987–2008    | 288        | 61        | [ 6 ] [ 76 ]         |
| Комкаст-центр            |      | 2008–2017    | 297        | 57        | [ 3 ] [ 4 ]          |
| Комкаст Центр Технологии |      | 2017–present | 341        | 60        |                      |

## Внешние ссылки
- Diagram of Philadelphia skyscrapers on SkyscraperPage
- Philadelphia Center for Architecture